# FC Jirama Antsirabe
El FC Jirama Antsirabe es un equipo de fútbol de Madagascar que juega en la Liga Regional de Antananarivo, una de las ligas que conforman el tercer nivel del fútbol en el país.

## Historia
Fue fundado en la ciudad de Antsirabe y tuvieron su debut en el Campeonato malgache de fútbol en el año 2000, teniendo que clasificar en la zona de Antananarivo. En la fase final el club estaba a la cabeza de la hexagonal final, pero la fórmula del torneo fue cambiada por la participación de Madagascar en la clasificatoria para la Copa Africana de Naciones, perjudicando al Jirama y dejándolo fuera de la fase final.
El club compitió en la máxima categoría consecutivamente hasta el año 2005 y surgieron otros clubes con nombre similares en Fianarantsoa y en Saba. Siempre se han mantenido a la sombra del equipo grande de la ciudad, el AS Adema.
A nivel internacional han participado en un torneo continental, en la Copa CAF 2001, en la cual fueron eliminados en la primera ronda por el Clube Ferroviário de Maputo de Mozambique.

## Participación en competiciones de la CAF
| Temporada | Torneo   | Ronda | Club               | Casa | Visita | Global |
| --------- | -------- | ----- | ------------------ | ---- | ------ | ------ |
| 2001      | Copa CAF | 1     | Ferroviário Maputo | 0-3  | 2-3    | 2-6    |

## Jugadores destacados
- Tojoharijoro Razafindrabe